# Montastraea aperta
Montastraea aperta is een rifkoralensoort uit de familie van de Montastraeidae. De wetenschappelijke naam van de soort is voor het eerst geldig gepubliceerd door Verrill.